# Зеніт (завод, Уральськ)
Уральський завод «Зеніт» — суднобудівний завод в місті Уральськ, Казахстан. Є лідером серед суднобудівних підприємств Казахстану. Завод нагороджений Орденом Вітчизняної війни I ступеня.

## Історія
Основа заводу була закладена в 1921 році у Ленінграді. В 1941 році завод було евакуйовано до Уральську. Початково завод використовувався для військових потреб і був відомий під засекреченими назвами «Завод-231», «Поштова скринька-38». В 1966—1991 роках завод називався «Машинобудівний завод імені К. Є. Ворошилова». Від 1996 року акціонерне товариство. Після модернізації завод зможе виготовляти судна водотоннажністю до 500 т.

## Продукція
Основну частку продукції заводу становить суднобудування. Катери проекту 0200 «Бүркіт» (Беркут) і проекту 100 «Сұңқар» (Сункар).

### Проекти кораблів
- Прикордонний катер прибережного плавання проекту 100 «Сункар»
- Прикордонний катер проекту 0200 «Буркіт»
- Прикордонні катери 2 рангу проекту 0300 «Барс»[ru]
- Швидкісний катер катер проекту «FC-19» до 27 тонн
- Ракетно-артилерійські кораблі проекту 250 «Барс-МО»[ru]
- Швидкохідний патрульний катер проекту 0210 «Айбар»
- Катер для підрозділів спеціального призначення МО РК
- Берегова ремонтна майстерня (БРМ)
- Навчально-тренувальна станція з боротьби за живучість (НТС БЗЖ)

### Перспективні
- Багатоцільовий катер на повітряній подушці амфібійного типу
- Універсальне багатофункціональне судно забезпечення
- Протидиверсійний катер
- Десантний корабель
- Прикордонний сторожовий корабель 2 рангу, водотоннажністю близько 550 тонн з бортовим гелікоптером (або БПЛА)
- Пункт маневреного базування (плавучий причал)

## Виробничі потужності
Територія — більше 20 га, мостові крани з підйомною силою 25 т.